# Гольяновский сельсовет
Гольяновский сельсовет — упразднённая административно-территориальная единица, существовавшая на территории Московской губернии и Московской области до 1960 года.
Гольяновский сельсовет был образован в первые годы советской власти. По данным 1924 года он входил в состав Разинской волости Московского уезда Московской губернии.
По данным 1926 года в состав сельсовета входили село Гольяново, деревня Черницыно, детский дом при селе Гольянове, кожзавод Мосгико, дом отдыха Гаисино и Улитовская б. фабрика.
14 января 1929 года Московский уезд был отнесён к Центрально-Промышленной области, но деление на губернии сохранено.
3 июня 1929 года Разинская волость была отнесена к Московскому округу, но деление на уезды сохранено. Центрально-Промышленная область переименована в Московскую.
12 июля 1929 года Гольяновский с/с был отнесён к Реутовскому району, но деление на волости сохранено.
1 октября 1929 года Разинская волость Московского уезда Московской губернии была упразднена.
23 июля 1930 года Московский округ был упразднён и Реутовский район перешёл в прямое подчинение Московской области.
7 июня 1939 года к Гольяновскому с/с был присоединён сельский населённый пункт Калошино, до этого находившийся в подчинении рабочего посёлка Колошино.
19 мая 1941 года Реутовский район был переименован в Балашихинский.
Решением исполкома Моссовета и Мособлисполкома от 28 июля 1960 года и Указом Президиума Верховного Совета РСФСР от 18 августа 1960 года Гольяновский с/с был упразднён. При этом его территория была включена в черту города Москвы.